# Mare Vaporum
Mare Vaporum (Mar de los Vapores) es un mar lunar, localizado entre el borde suroeste del Mare Serenitatis y el borde sureste del Mare Imbrium, en la cara visible de la Luna.
Tiene un diámetro de unos 245 kilómetros, y un área de unos 32.400 kilómetros cuadrados. El material que rodea al mar es del periodo Ímbrico Inferior, y el material interior es de la época Eratosteniana. La cuenca del cráter yace dentro de la cuenca Procellarum. 
En la parte norte del Mare Vaporum se encuentra una bahía de forma triangular de 70.7 km diámetro, denominada Sinus Fidei. Hacia el sur del mar se observa una delgada línea clara. Se trata de la Rima Hyginus. El mar es bordeado al norte por los Montes Apenninus.
Fue llamado Hecates Penetralia (Altar de Hécate) por Pierre Gassendi alrededor de 1630.